# Lilla Torget 4

Lilla Torget 4, gatuadress för hus beläget i Kvarteret Alströmer 9 i Göteborgs stadskärna.  Det ligger i stadsdelen Inom Vallgraven. Numera är fastighetsbeteckningen Inom Vallgraven 54:9. En äldre beteckning för fastigheten var tomten 45 i femte roten. Den 27 oktober 1980 blev huset byggnadsminne enligt Kulturmiljölagen.

## Beskrivning
De båda byggnadsminnena Kvarteret Alströmer 9 & 10 (Lilla Torget 4 respektive 3) omfattar stenhus i tre våningar vid södra sidan av Stora Hamnkanalen. Gathuset vid Lilla Torget 4 är sammanbyggt med två gårdsflyglar till en hästskoformad huskropp. Fasaden mot hamnkanalen är slätputsad med rikliga utsmyckningar medan gårdsfasaderna består av slammade tegelväggar. Östra flygeln har tre våningar, men den västra endast har två. Gården är belagd med gatsten.
Gathuset och västra flygeln har enligt en beskrivning från 1847 fungerat som bostäder medan östra flygeln dessutom troligen har haft brygghus med kök och förrådsutrymmen i bottenvåningen. Husen är uppförda 1811 på de murade källargrunderna, som blev kvar efter stadsbranden 1804.  Grunderna är troligen från 1600-talet. Bebyggelsen runt torget bildade tidigare en sluten torgmiljö.

## Historia
Troligen låg på denna tomt ett tvåvåningshus av trä med högt, brant tak och stor vindskupa redan på 1600-talet . Källarvalven finns fortfarande kvar. Den förste kände ägaren år 1697 hette Arvid Bratt. På 1730-talet köptes huset av skotten Benjamin Hall († 1748), far till John Hall den äldre.
Redan på stadsplaner från 1644 finns Lilla Torget markerat. Med kanalen som viktig transportväg har det alltid varit centrum för en omfattande handelsverksamhet. Först som fisktorg, senare forum för trä- och möbelhandel. Den tvåvånings träbebyggelse, främst handelsgårdar, som fanns runt torget brann ner 1804 tillsammans med sammanlagt 214 byggnader söder om Stora Hamnkanalen och väster om Västra Hamnen . De murade källargrunderna från 1600-talet klarade sig dock, och på dessa uppfördes 1811 de trevånings stenhus som idag är Lilla Torget 3 och 4 i 54:e kvarteret Alströmer (nr 10 resp. 9). Byggmästare var i bägge fallen Michael Bälkow. Trähus blev genom den nya byggnadsordningen från 1803 förbjudna inom vallgraven.  
Redan efter 1792 års eldsvåda hade utfärdats förbud mot all trähusbebyggelse i staden inom vallgraven.
En beskrivning av byggnaderna från en besiktning inför en auktion 1847 lyder: 
"Grundmurat stenhus i tre våningar (gathuset) med flygel åt öster innehållande i bottenvåningen två förstugor, varav en med golv av Gotlandsflisor samt sju boningsrum, brygghus med spis och bakugn samt inmurad kopparpanna samt två hushållskällare ovan jord". Andra och tredje våningen bestod vardera av sju rum och kök. Under huset fanns en välvd källare i tre avdelningar. Vidare fanns ett "grundmurat tvåvånings stenhus i väster (västra gårdsflygeln) med två rum och kök i varje våning". Ytterligare ett grundmurat tvåvånings stenhus vid Magasinsgatan omnämns med "fodervind, stall med tre spiltor samt en salubod", 
fastigheten var fram till ett ägarbyte 1925 större och nådde då fram till Magasinsgatan söder om kvarteret Alströmer 10.
Under åren 1864–65 lät brukspatron James Dickson utföra omfattande in- och utvändiga förändringar då bland annat grunden och bottenvåningen  rusticerades.  Grosshandlare Edvard Dickson köpte fastigheten den 29 december 1873. År 1874 byggdes ytterligare ett stall och en vagnbod mot Magasinsgatan. Den del av fastigheten, som nådde fram till Magasinsgatan, avstyckades år 1925 och överfördes då till grannfastigheten i söder.

## Bilder

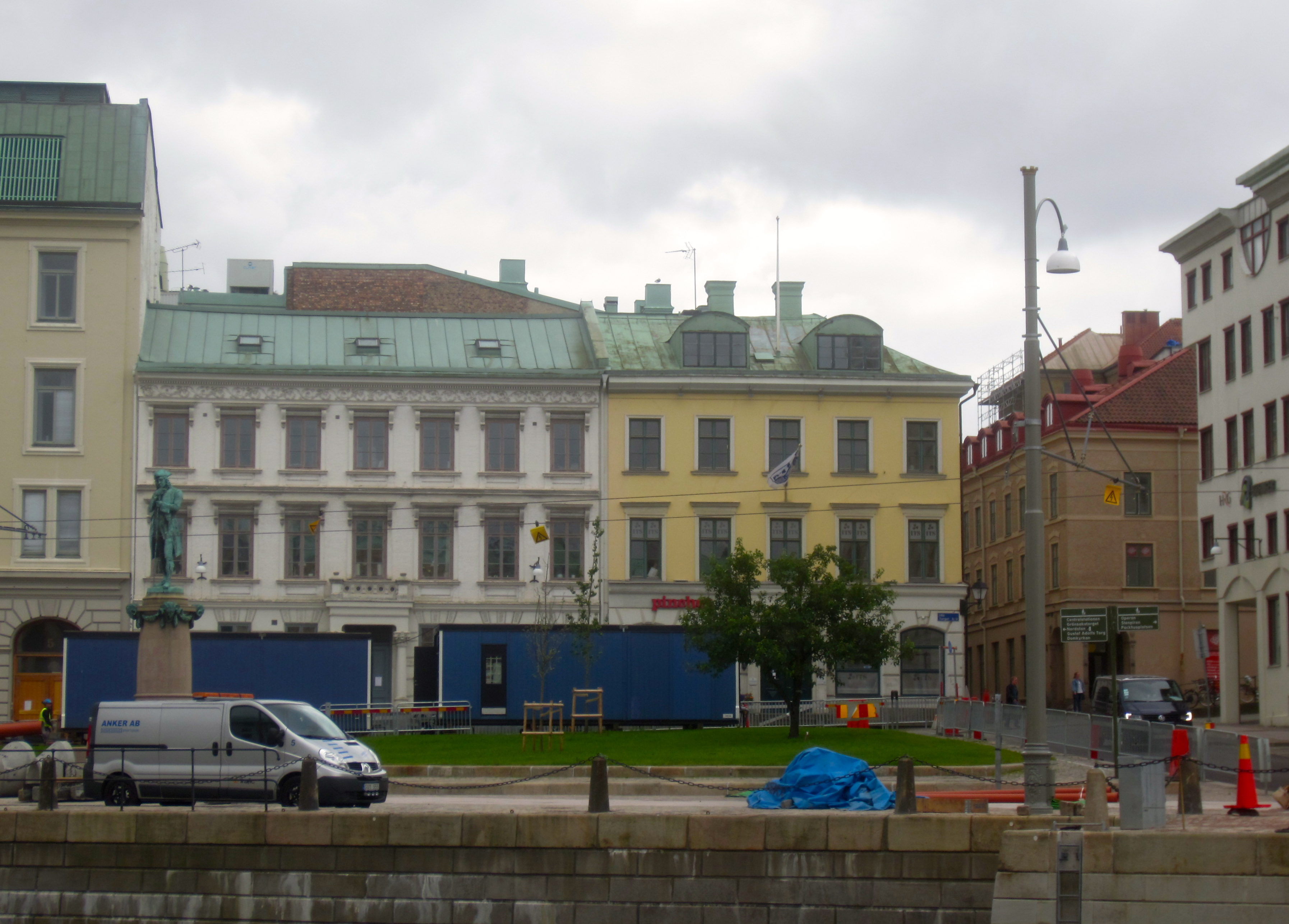
De två husen vid Lilla Torget 3-4 är båda byggnadsminnen sedan 1979 respektive 1980.
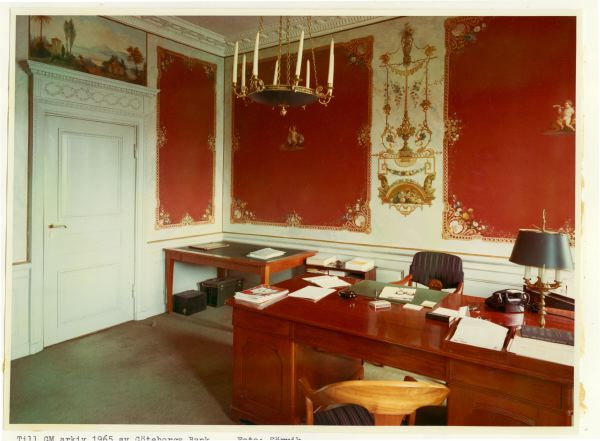
Väggmålningar i brukspatron James Dicksons förmak. Foto från 1965 av Folke Sörvik. Göteborgs stadsmuseums bildsamling.
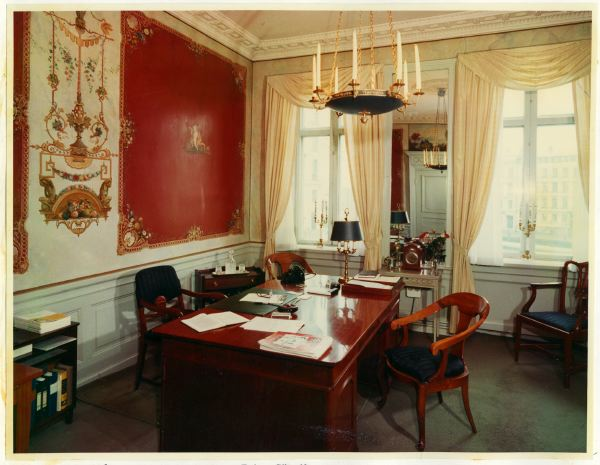
Fönsterutsikt vid skrivbordet i brukspatron James Dicksons förmak. Foto från 1965 av Folke Sörvik. Göteborgs stadsmuseums bildsamling.
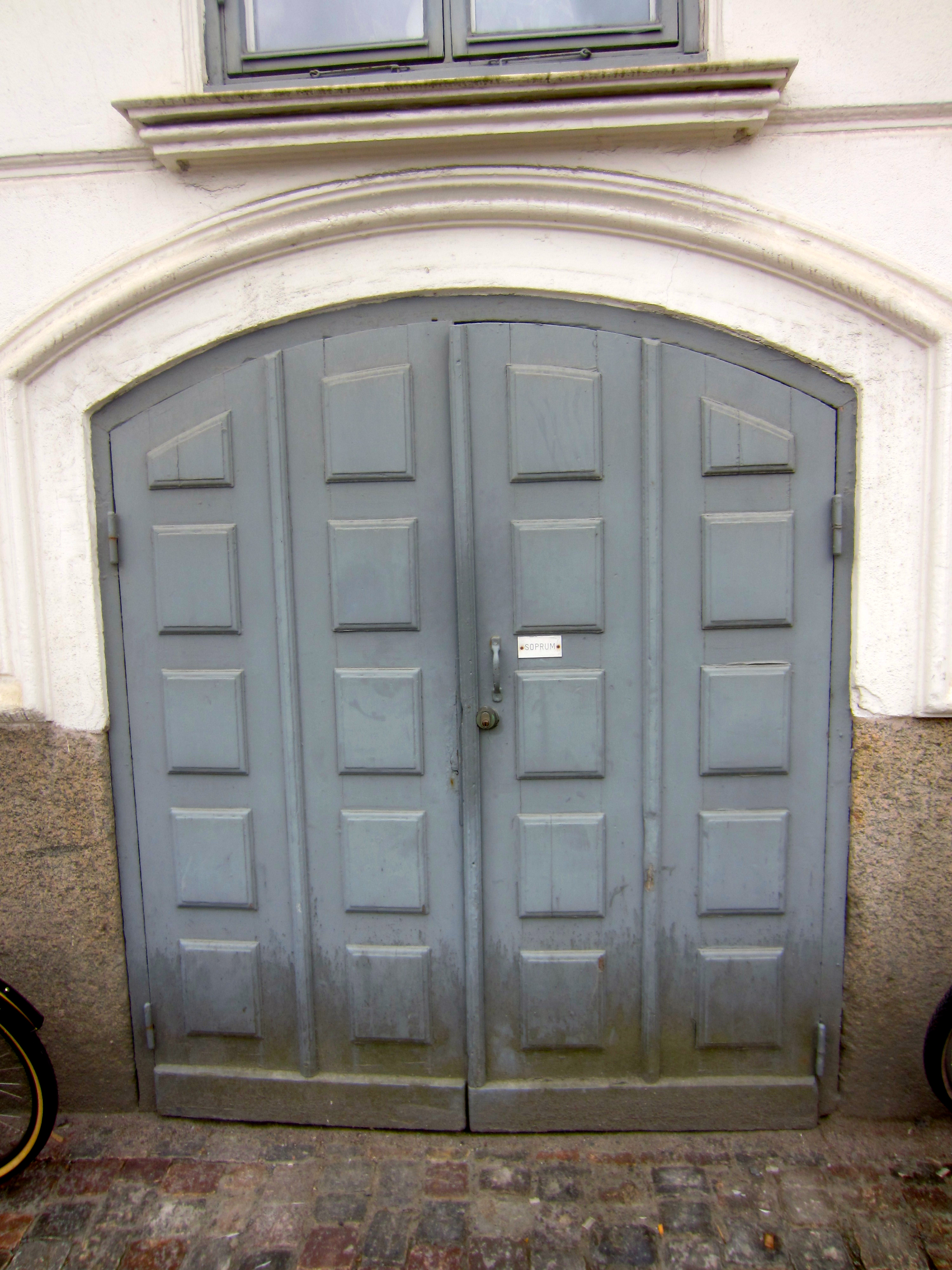
Dörrar som leder ner till källarvalven från 1600-talet i huset vid Lilla Torget 4.
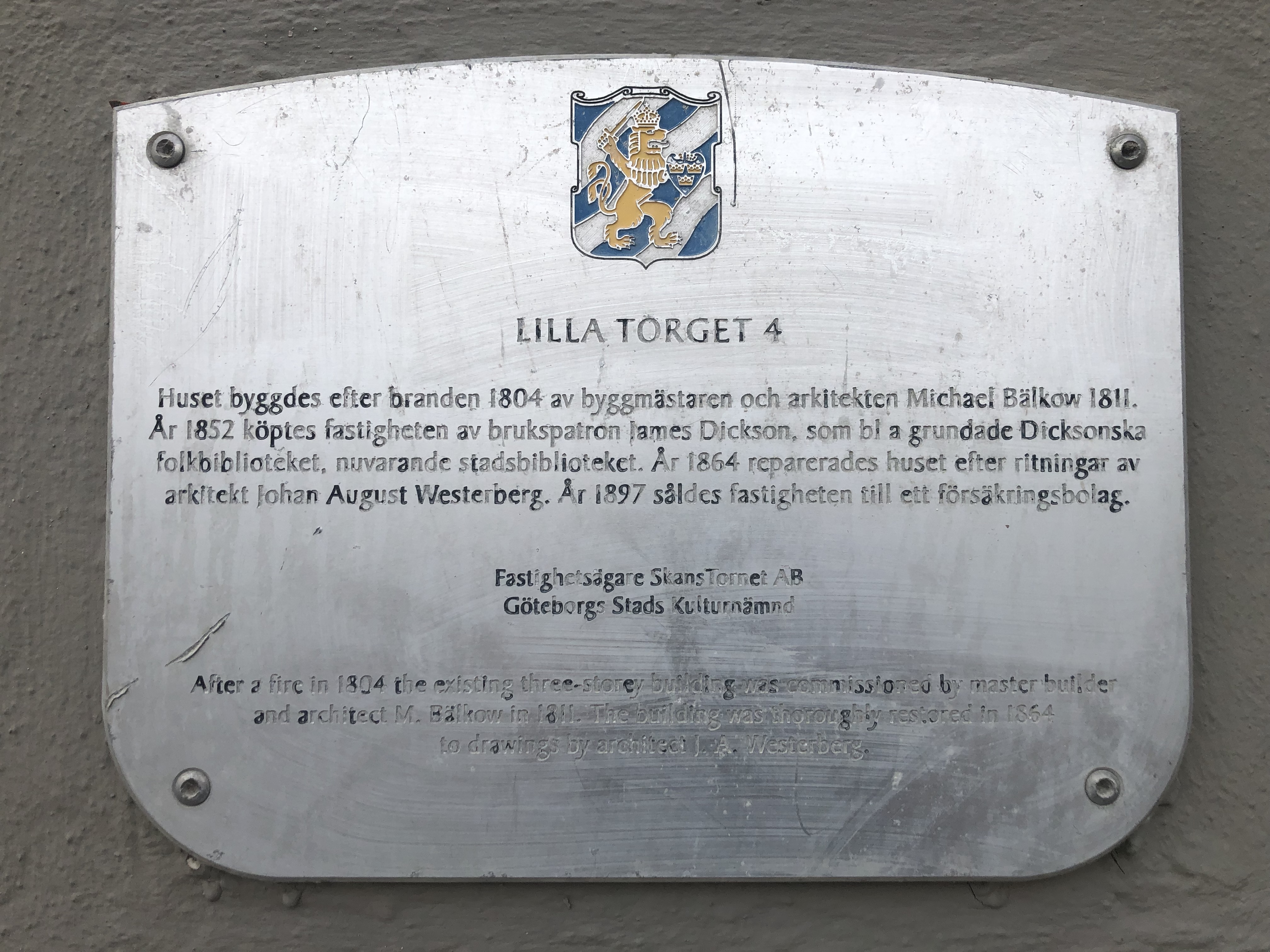
Historisk skylt på fasaden